# Шпак, Пётр Фёдорович
Пётр Фёдорович Шпак (17 июня 1931, Дашковцы — 20 апреля 2002, Киев) — украинский советский геолог, доктор геолого-минералогических наук (1981), член-корреспондент АН УССР (1990), министр геологии УССР (1967—1982). Депутат Верховного Совета УССР 8—10 созывов (1971—1985). Кандидат в члены ЦК КПУ в 1971—1976 годах, член ЦК КПУ в 1976—1986 годах.

## Биография
Родился 17 июня 1931 в селе Дашковцы (теперь Виньковецкого района Хмельницкой области) в семье крестьянина. В 1948 году окончил Каменец-Подольский индустриальный техникум, в 1953 году — Львовский политехнический институт (геологоразведочный факультет).
Трудовая деятельность:
- в 1953-1959 годах — геолог Сходницкого нефтепромысла треста «Бориславнефть» Дрогобычской области, старший, главный геолог Бытковского нефтепромысла объединения «Укрнефть» и управления «Надворнаянефть» Станиславской области. Член КПСС с 1957 года;
- в 1959-1960 годах — главный геолог нефтепромыслового управления «Долинанефть» Станиславской области;
- в 1960-1966 годах — директор новосозданной Надвирнянской конторы разведочного бурения треста «Прикарпатбурнефть» Станиславской области, начальник геологического отдела, главный геолог объединения «Укрзападнефтегаз»;
- в 1966-1967 годах — начальник Главного управления поисковых и разведочных работ нефтяных и газовых месторождений на Украине, член коллегии Министерства геологии СССР;
- 18 октября 1967-14 июля 1982 г. — министр геологии Украинской ССР. В этот период на Украине обнаружили несколько уникальных и крупных месторождений апатит-ильменитовых, бериллиевых, редкоземельно-апатитовых, марганцевых руд, каолиновых, графитовых месторождений; разведали новые угленосные районы в Донбассе, железорудные — на юге Украины, в Кривбассе и Приазовье, цеолитовые — в Закарпатье; открыли бассейны минеральных вод типа «Нафтуся» в Хмельницкой и Тернопольской областях; начали работы по оценке золотоносности Карпат и Украинского щита;
- в 1982-1984 годах заведующий лабораторией, в 1984-1992 годах — заведующий отделом нефтегазоносных провинций, а в 1992-1997 годах — директор Института геологических наук НАН Украины. Советник президента НАН Украины и советник при дирекции ИГН (от 1997 года и до конца жизни).

Жил в Киеве по улице Суворова, 13. Умер 20 апреля 2002 года. Похоронен в Киеве на Байковом кладбище (участок № 52а).

## Научная деятельность
Научное наследие — около 230 работ, среди которых 12 монографий.
Непосредственно причастен к открытию на территории Украины ряда месторождений полезных ископаемых (прежде всего нефти и газа).
Инициатор и один из авторов разработки и внедрения стратегии поисков залежей углеводородов, связанных с межкупольными структурами Днепровско-Донецкой впадины (ДДВ), поисков нефти и газа на больших глубинах в ДДВ и Предкарпатском прогибе, а также в акваториях Чёрного и Азовского морей.
Научные интересы охватывали проблемы изучения особенностей геологического строения нефтегазоносных регионов, формирования и пространственного размещения залежей углеводородов по величине запасов и фазовым состоянием, прогнозирования их ресурсной базы и определение оптимальных путей поисков месторождений нефти и газа. Внес значительный вклад в теорию нефтегазовой геологии и практику поисково-разведочных работ. Разработал принципы районирования нефтегазоносных территорий, в пределах Украины выделил 4 нефтегазоносные провинции, которые содержат 9 нефтегазоносных областей. Установил принадлежность уникальных, крупных и средних скоплений углеводородов осадочного чехла ДДЗ до депрессий и их склонов в кристаллическом фундаменте. С позиции органического происхождения углеводородов заложил научную базу под представление о плоскостную дифференциацию и вертикальную зональность размещения залежей углеводородов по фазовому состоянию, теоретически обосновал значительные перспективы нефтегазоносности больших глубин. По его инициативе было переориентировано поиски залежей углеводородов в ДДВ на глубинах 4000-5000 м, что позволило существенно повысить их результативность.
Инициатор и научный руководитель Национальной программы «Нефть и газ Украины до 2010 г.», Государственной программы по освоению газогидратов Черного моря, Государственной программы «Освоение углеводородных ресурсов Украинского сектора Черного и Азовского морей». Разработал стратегию поисков месторождений углеводородов на Украине, оценил перспективы наращивания собственной базы ресурсов и запасов углеводородов, условия полного обеспечения Украины нефтью и газом.

## Научные звания и должности
- Член-корреспондент НАН Украины (1990).
- Член бюро Отделения наук о Земле НАН Украины, директор Института геологических наук НАН Украины.
- Доктор геолого-минералогических наук (1981).
- Возглавлял специализированный совет по защите докторских и кандидатских диссертаций при Институте геологических наук НАН Украины.
- Президент Союза геологов Украины.
- С начала создания Украинской нефтегазовой академии входил в состав её президиума.
- Почетный профессор Ивано-Франковского государственного технического университета нефти и газа.
- Научный консультант ЗАО «Концерн „Недра“».
- Член Украинского международного комитета по вопросам науки и культуры НАН Украины.

## Награды и отличия
Награждён двумя орденами Трудового Красного Знамени, многими медалями и почётными грамотами. Дважды лауреат Государственной премии Украины в области науки и техники (1977, 1991), лауреат премии Совета Министров СССР, лауреат премии имени И. Вернадского. Заслуженный геолог РСФСР (с 1975 года).

## Память
В 2011 году в Киеве, на здании Института геологических наук НАН Украины по улице Олеся Гончара, 55б, установлена гранитная мемориальная доска в честь Петра Шпака.